# Gustav Schuft
Fritz Richard Gustav Schuft (ur. 16 czerwca 1876 w Berlinie, zm. 8 lutego 1948 w Chociebużu) – niemiecki gimnastyk. Wystąpił na Letnich Igrzyskach Olimpijskich w 1896 roku. Zdobył dwa złote medale: w kategorii ćwiczenie na drążku drużynowo oraz w ćwiczeniach na poręczach drużynowo.